# Diglyphosema jacqueti
Diglyphosema jacqueti is een vliesvleugelig insect uit de familie van de Figitidae. De wetenschappelijke naam van de soort is voor het eerst geldig gepubliceerd in 1900 door Kieffer.